# Argentinská Antarktida

mapa Antarktidy s vyznačeným území nárokovaným Argentinou

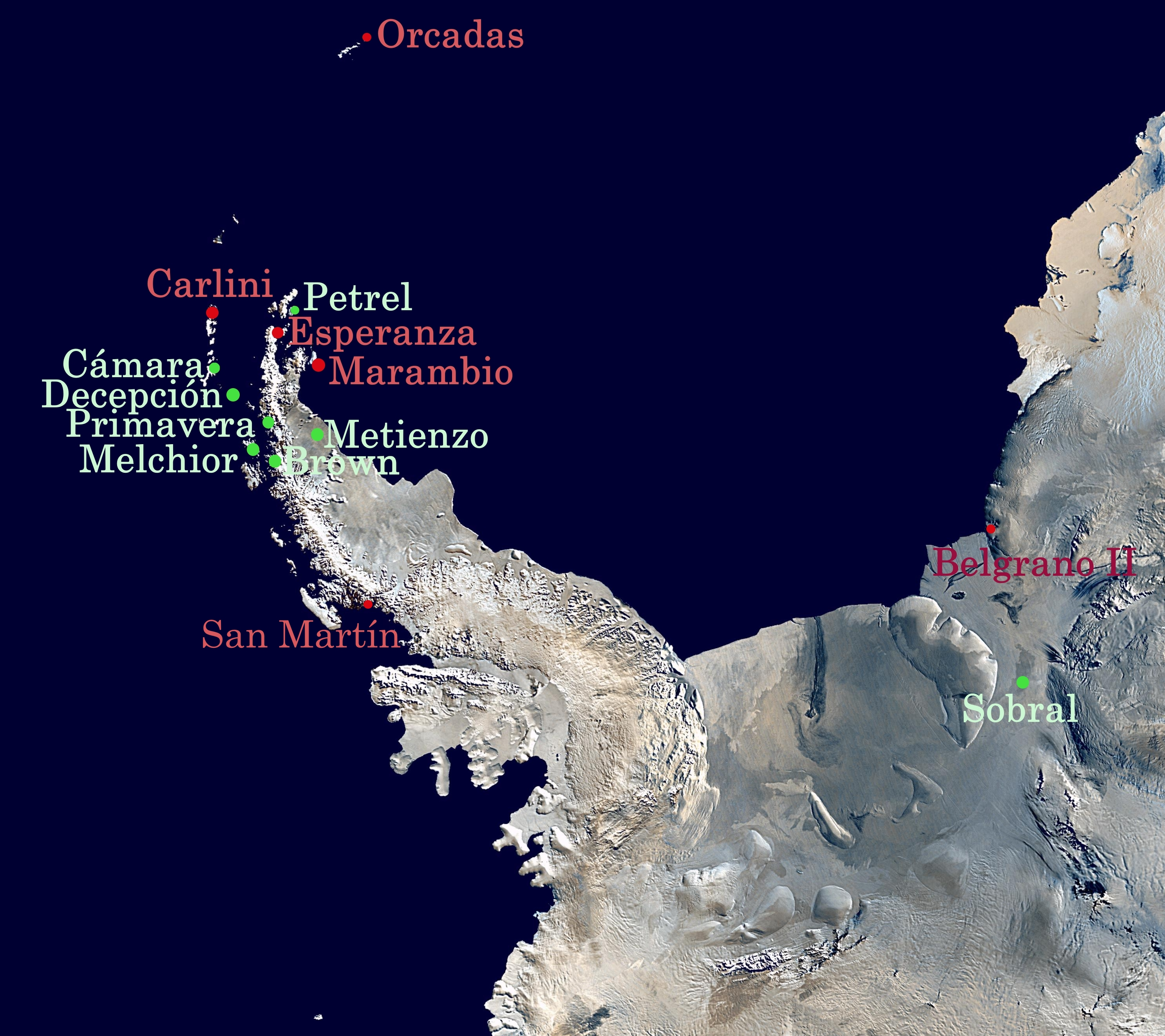
argentinské vědecké stanice

Argentinská Antarktida (též Argentinské antarktické teritorium) je pojmenování části Antarktického kontinentu, kterou si nárokuje Argentina a považuje ji za součást svého území. Má tvar kruhové výseče, jejíž střed se nachází na jižním pólu a je vymezená 74. a 25. západním poledníkem. Její severní okraj je 60. rovnoběžka jižní šířky. Veškeré územní nároky na Antarktidu byly zmrazeny podepsáním smlouvy o Antarktidě, proto je i argentinský nárok pozastavený. Území Argentinské Antarktidy se částečně překrývá s Chilským antarktickým teritoriem a kompletně s Britským antarktickým územím.

## Lidské osídlení
Na území Argentinské Antarktidy se nachází několik argentinských vědeckých a výzkumných stanic. Šest z nich je obýváno celoročně, dle sčítání lidu v roce 2010 zde žilo 230 osob (včetně dětí).
Celoročně obývané stanice jsou:
- Belgrano II (77°52′27″ j. š., 34°37′39″ z. d.)
- Esperanza (63°23′54″ j. š., 56°59′48″ z. d.)
- Jubany (62°14′17″ j. š., 58°40′4″ z. d.)
- Marambio (64°14′28″ j. š., 56°37′36″ z. d.)
- Orcadas (60°44′17″ j. š., 44°44′14″ z. d.)
- San Martín (68°7′49″ j. š., 67°6′5″ z. d.)